# Fußball-Ostasienmeisterschaft der Frauen 2022
Die achte Fußball-Ostasienmeisterschaft der Frauen, offiziell EAFF E-1 Football Championship 2022, wurde 2022 in Japan ausgetragen.

## Teilnehmer
Vier Mannschaften aus dem ostasiatischen Raum nahmen an dem Wettbewerb teil. Dies waren ursprünglich Japan als amtierender Sieger, Südkorea, Nordkorea sowie die Volksrepublik China als Gastgeber. Anders als bei der vorherigen Veranstaltung gab es diesmal jedoch keine Vor- bzw. Qualifikationsrunde. Nachdem sich Nordkorea vom Wettbewerb zurückgezogen hatte, wurde auf Basis der zu dem Zeitpunkt aktuellen FIFA-Weltrangliste Chinese Taipei als Nachrücker bestimmt.

## Austragungsort
Ursprünglich sollte die Volksrepublik China das Turnier wie zuletzt auch schon 2015 austragen. Aufgrund der Maßnahmen zur Bekämpfung der COVID-19-Pandemie innerhalb der Volksrepublik, wurde im April 2022 nun Japan als Austragungsort bekanntgegeben. Als Stadien wurde für fünf der Partien das Kashima Soccer Stadium und für eine weitere das Toyota-Stadion auserwählt.

## Modus
Jede Mannschaft spielte in der jeweiligen Gruppenphase je einmal gegen jede andere Mannschaft der Gruppe. Ein Sieg wurde mit drei Punkten, ein Unentschieden mit einem Punkt bewertet. Bei zwei oder mehreren punktgleichen Mannschaften entschieden folgende Kriterien:
1. bessere Tordifferenz;
2. höhere Anzahl erzielter Tore;
3. höhere Punktzahl aus den Spielen der punkt- und torgleichen Mannschaften untereinander;
4. bessere Tordifferenz aus diesen Spielen;
5. höhere Anzahl erzielter Tore aus diesen Spielen;
6. Losentscheid.

## Turnier

### Endrunde
Die Endrunde fand parallel zum Turnier der Männer statt.
| Pl. | Land                | Sp. | S | U | N | Tore    | Diff. | Punkte |
| --- | ------------------- | --- | - | - | - | ------- | ----- | ------ |
| 1.  | Japan               | 3   | 2 | 1 | 0 | 006:200 | +4    | 07     |
| 2.  | Volksrepublik China | 3   | 1 | 2 | 0 | 003:100 | +2    | 05     |
| 3.  | Südkorea            | 3   | 1 | 1 | 1 | 006:300 | +3    | 04     |
| 4.  | Chinesisch Taipeh   | 3   | 0 | 0 | 3 | 001:100 | −9    | 0      |

|                                                                |   |                     |           |
| 19. Juli 2022 um 16:00 Uhr in Kashima (Kashima Soccer Stadium) |   |                     |           |
| Japan                                                          | – | Südkorea            | 2:1 (1:0) |
| 20. Juli 2022 um 15:30 Uhr in Toyota (Toyota-Stadion)          |   |                     |           |
| Volksrepublik China                                            | – | Chinese Taipei      | 2:0 (2:0) |
| 23. Juli 2022 um 15:30 Uhr in Kashima (Kashima Soccer Stadium) |   |                     |           |
| Japan                                                          | – | Chinese Taipei      | 4:1 (2:1) |
| 23. Juli 2022 um 19:00 Uhr in Kashima (Kashima Soccer Stadium) |   |                     |           |
| Volksrepublik China                                            | – | Südkorea            | 1:1 (0:1) |
| 26. Juli 2022 um 16:00 Uhr in Kashima (Kashima Soccer Stadium) |   |                     |           |
| Südkorea                                                       | – | Chinese Taipei      | 4:0 (3:0) |
| 26. Juli 2022 um 19:20 Uhr in Kashima (Kashima Soccer Stadium) |   |                     |           |
| Japan                                                          | – | Volksrepublik China | 0:0       |

## Schiedsrichterinnen
- Kate Jacewicz
- Weronika Bernazkaja
- Aye Thein Thein
- Pansa Chaisanit
- Edita Mirabidova